# Warburg Pincus
Warburg Pincus, LLC är ett amerikanskt riskkapitalbolag som har investerat mer än $50 miljarder i fler än 720 företag och koncerner världen över. De har också uppemot $35 miljarder i förvaltat kapital som är aktivt investerade i fler än 120 olika bolag.
Riskkapitalbolaget härstammar från E.M. Warburg & Co som grundades 1939 av den tysk-amerikanske affärsmannen Eric Warburg. 1966 förvärvade den amerikanska affärsmannen Lionel Pincus bolaget och döpte om det Warburg Pincus.
Den 16 november 2013 blev det officiellt att Warburg Pincus hade anställt den före detta amerikanska finansministern Timothy F. Geithner som koncernens president.